# Lissoclinum patella
Lissoclinum patella är en sjöpungsart som först beskrevs av Gottschaldt 1898.  Lissoclinum patella ingår i släktet Lissoclinum och familjen Didemnidae. Inga underarter finns listade i Catalogue of Life.